# Dornach
Dornach is een gemeente en hoofdplaats van het district Dorneck in het kanton Solothurn in Zwitserland. Het ligt ongeveer 10 kilometer ten zuiden van Bazel.
In juli 1813 stortte tijdens hoogwater de Nepomukbrücke over de Birs in terwijl tientallen inwoners op de brug nieuwsgierig naar het kolkende water stonden te kijken. Hierbij kwamen 37 mensen om het leven.

## Bezienswaardigheden
- Het door Rudolf Steiner ontworpen Goetheanum.
- Het Kapucijnenklooster.

## Geboren
- Benjamin Huggel (1977), voetballer

## Overleden
- Heinrich Suter (1848-1922), Zwitsers wiskundig historicus en wetenschapshistoricus
- Rudolf Steiner (1861-1925), Oostenrijks esotericus, schrijver, architect en filosoof
- Marie Tak van Poortvliet (1871-1936), Nederlands kunstverzamelaar

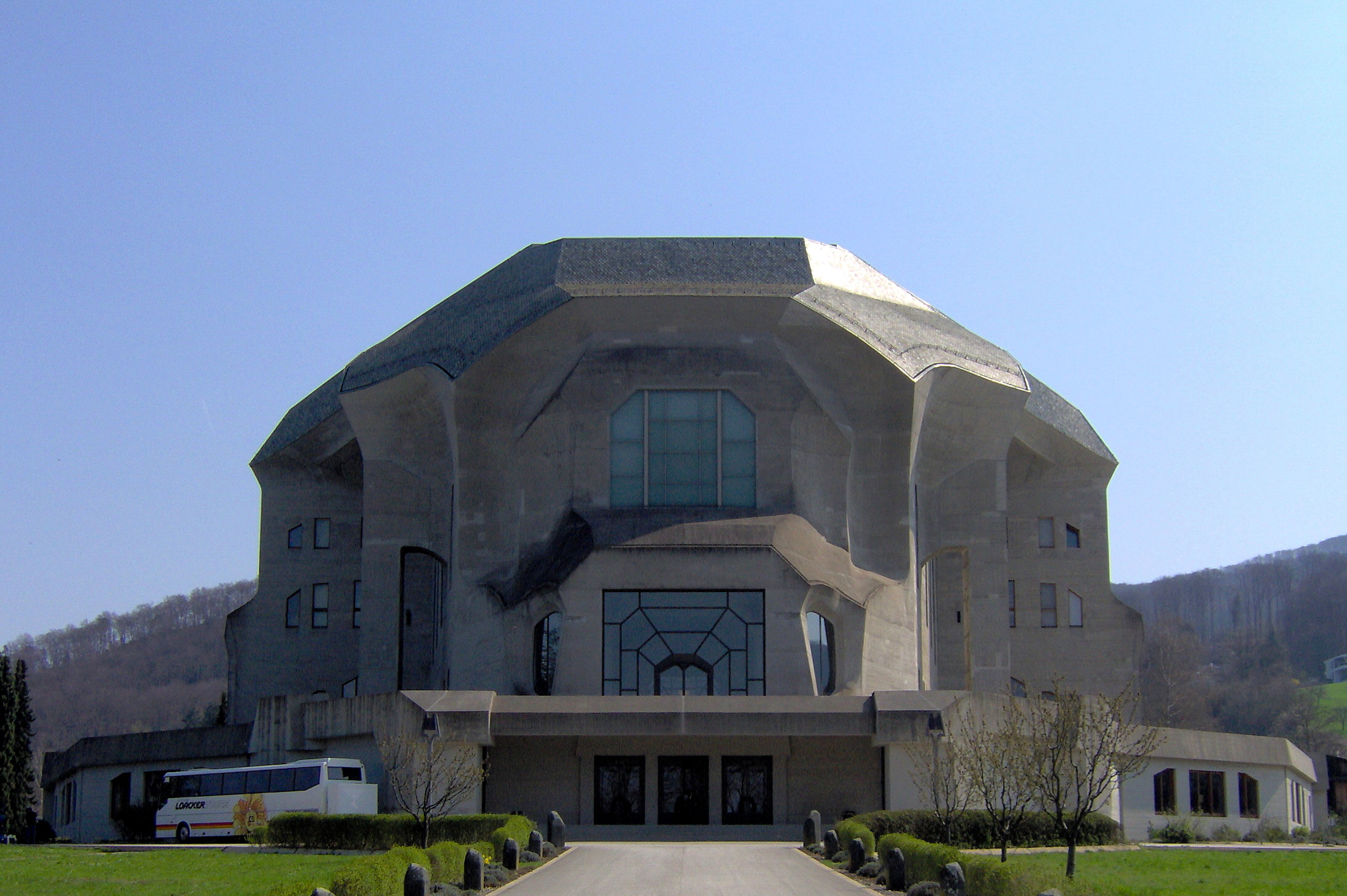
Het Goetheanum

Bättwil · Büren · Dornach · Gempen · Hochwald · Hofstetten-Flüh · Metzerlen-Mariastein · Nuglar-Sankt Pantaleon · Rodersdorf · Seewen · Witterswil
- Bibliothèque nationale de France: cb11963003v (data)
- Gemeinsame Normdatei: 4012790-4
- Historisch woordenboek van Zwitserland: 001098
- Library of Congress Control Number: n79075508
- MusicBrainz: 523cd035-f424-4abb-8f9d-d8812788c7ec
- Nationale Bibliotheek van Tsjechië: ge129070
- Nationale Bibliotheek van Israël: 987007547820205171
- Virtual International Authority File: 155927123
- WorldCat: E39PBJfcJWMWtrpp6mrdGFcMfq